# Aflatoun
Aflatoun International ist eine niederländische Nichtregierungsorganisation, die sich darauf konzentriert, Kinder über ihre Rechte und Pflichten aufzuklären und finanzielle Ressourcen durch soziale und finanzielle Bildung zu verwalten. Die Aflatoun-Programme, bestehend aus Aflatot, Aflatoun, Aflateen und Aflateen+, werden derzeit von 345 Partnerorganisationen in 108 Ländern umgesetzt. Des Weiteren hat Aflatoun über 167.000 Lehrer auf ihre Programme geschult (Stand 2021). Aflatoun International erreicht jährlich weltweit über 10,5 Millionen Kinder, 51 % davon sind Mädchen. 60 % der Kinder/Erwachsenen, die von einem der Programme profitiert haben, sparen Geld. Seit 2018 arbeitet Aflatoun als Soziale Franchise, was bedeutet, dass die Programme nur noch bei einer Mitgliedschaft gegen jährliche Zahlung zu erhalten sind. Es handelt sich hierbei um den Versuch weniger abhängig von Finanzierungsschwankungen zu sein.

## Soziale und finanzielle Bildung
Aflatoun International entwickelt Lehrpläne im Gebiet der sozialen und finanziellen Bildung für Kinder und Erwachsene. Mithilfe von Partnern kontextualisiert und adaptiert Aflatoun diese an landes- oder regionenspezifische Anforderungen und soziale wie politische Probleme. Durch die Programme sollen Kinder lernen an sich zu glauben, ihre Rechte und Pflichten kennen, Sparen und Investieren verstehen sowie zu praktizieren und später eigene Unternehmen zu gründen. Dazu gehören die Organisation sozialer Kampagnen, die Einrichtung von Sparsystemen und die Gründung kleiner Finanzunternehmen.

## Ursprung
Die Idee stammt von Jeroo Billimoria, einer indischen Staatsbürgerin, welche unter den Straßenkindern von Mumbai aufgewachsen ist und dort mehrere Jahre lang gearbeitet hat. Da viele Kinder recht unternehmerisch waren, hielt sie es für wichtig, dass Kinder nicht bloß ein starkes Selbstwertgefühl haben und ihre Rechte verstehen, sondern auch ihre eigenen Ressourcen verwalten können, um diese später sinnvoll einzusetzen und ihre Ideen zu verwirklichen.
Das Aflatoun-Konzept wurde zum ersten Mal vor 18 Jahren in Indien getestet. In diesem Falle wurden Finanzkonzepte in ein Schulprogramm für Kinderrechte eingebaut. Ihr interaktives Lernkonzept mit Spielen, Aktivitäten und Liedern kam bei den Kindern sehr gut an. Aufgrund des Erfolges in Indien expandierte die Organisation in andere Länder, passte jedoch die Programme an die Kultur, Politik und landesspezifische Situation an.
Im November 2005 wurde Aflatoun International in Amsterdam gegründet. Heute sind Aflatouns Programme in 108 Ländern aktiv. 2008 wurde mit Hilfe der niederländischen Prinzessin Maxima Aflatouns globale Kampagne für soziale und finanzielle Bildung für Kinder ins Leben gerufen mit dem ambitionierten Ziel, bis 2010 eine Million Kinder zu erreichen.

## Programme
Afaltoun setzt hauptsächlich drei Lehrpläne um, die in 45 Sprachen übersetzt wurden und derzeit in 26 nationalen Bildungsprogrammen in Afrika, Osteuropa, Südamerika und Asien umgesetzt werden. Alle Lehrpläne stimmen mit den Verpflichtungen überein, die in den Zielen für nachhaltige Entwicklung der UN formuliert sind, wonach alle Jungen und Mädchen Zugang zu frühkindlicher Entwicklung, Pflege und guter Bildung haben sollten.
Aflatot: Aflatot ist ein auf Kinder zwischen 3 und 6 Jahren ausgerichtetes Lernprogramm und betont die entscheidende Rolle von Familien in diesem Zusammenhang. Positive Lernerfahrungen in der frühen Kindheit bilden die Grundlage für den zukünftigen Erfolg. Das Programm zielt darauf ab, jungen Kindern zu helfen, die notwendigen Lebenskompetenzen und Einstellungen zu entwickeln, um in späteren Jahren ihre Bildung erfolgreich fortzuführen.
Aflatoun: Aflatouns Kernprogramm konzentriert sich auf Kinder im Grundschulalter, da neue Einstellungen und Verhaltensweisen während dieser Zeit am leichtesten aufgenommen werden. Es ist eine grundlegende Phase der persönlichen Entwicklung, in der Alphabetisierung, Rechnen und grundlegende Fähigkeiten zum alltäglichen Leben erlernt werden. Aflatouns Lehrpläne können sowohl im Rahmen der formalen Grundschulausbildung als auch im informalen Sektor (für Kinder, welche keine Zugang zur Schule haben) verwendet werden.
Aflateen: Das Aflateen-Programm ist speziell auf Jugendliche zugeschnitten und regt dazu an, ihre Identität und die sie umgebende Welt in Frage zu stellen. Jugendliche im Alter von 14 bis 19 Jahren arbeiten mit Modulen, die Elemente der sozialen und finanziellen Bildung verbinden. Das Programm sensibilisiert sie für soziale und politische Themen wie Ungleichheit der Geschlechter, Umweltbelange oder religiöse Konzepte und lehrt sie kritisches Denken. Des Weiteren lernen sie Geld und Märkte kennen, welche ihr Leben beeinflussen, und lernen, auf einem immer komplexer werdenden und anspruchsvolleren Arbeitsmarkt zu agieren. Der Lehrplan wird nun durch Aflateen Digital ergänzt, einer Online-E-Learning-Plattform für Jugendliche.
Die Programme Aflatot, Aflateen und Aflatoun werden des Weiteren an die verschiedenen sozio-politischen und wirtschaftlichen Kontexte angepasst, in denen sie implementiert werden. Projekte sind Kakaoanbau in Ghana, Agribusiness in Tansania, Gleichstellung der Geschlechter in China oder Friedensförderung in Syrien.